# Sumpskog
'

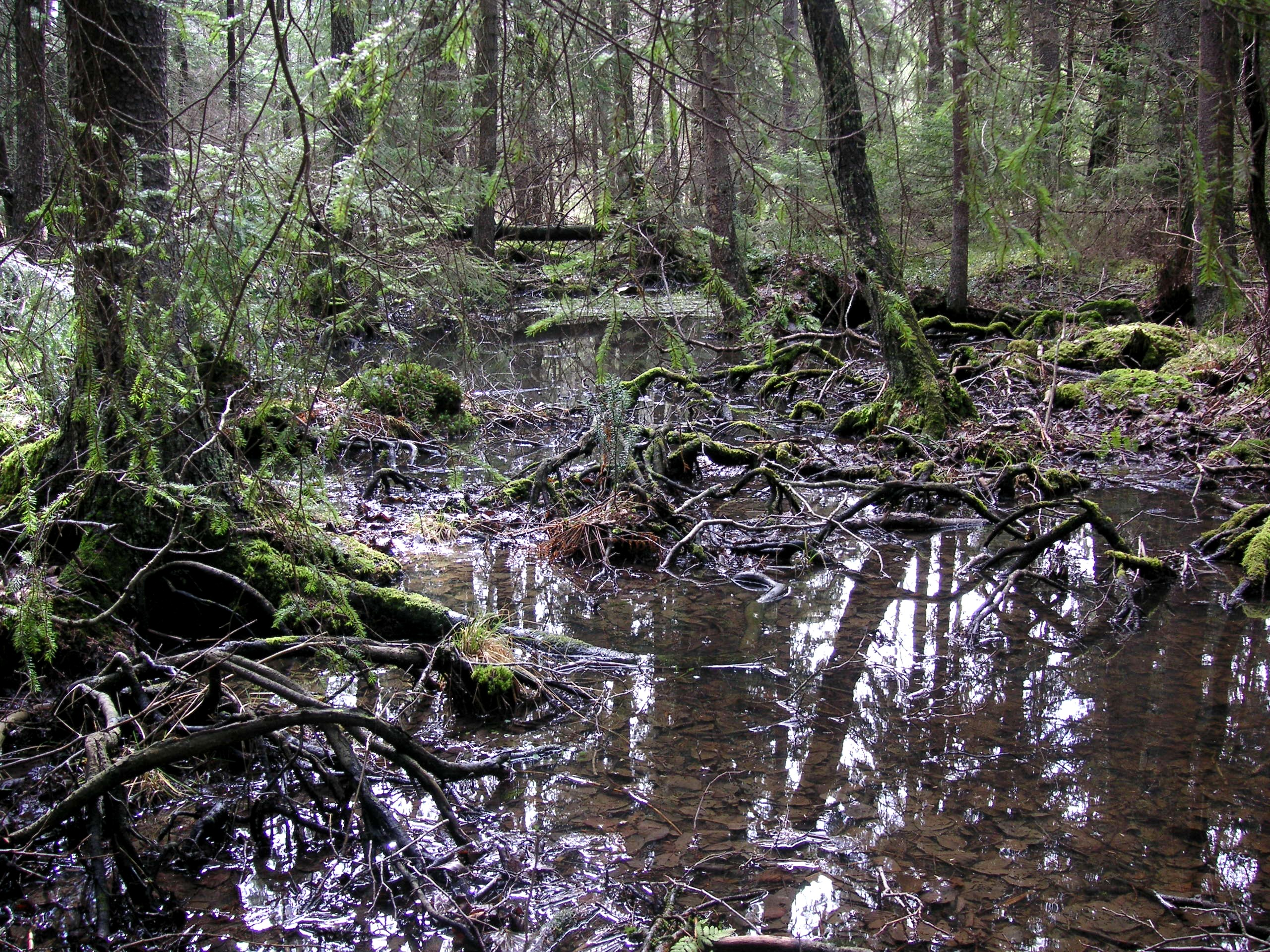
Sumpskog vid Fullersta kvarn i Huddinge kommun

En sumpskog är en skog som växer på fuktiga (sumpiga) marker som låglänta stränder eller våtmarker och myrar. Sumpskogar har ofta en låg tillväxttakt. Den biologiska mångfalden är ofta hög.
Utbredningen av sumpskogar har minskat kraftigt till följd av markavvattningar. Syftet med dessa markavvattningar har ofta varit att höja virkesproduktionen, men tidigare förekom också uppodling av en del sumpskogar.